# Mormântul princiar din Biserica Domnească, Curtea de Argeș
Mormântul princiar din Biserica Domnească, Curtea de Argeș, a fost descoperit neprofanat în 1920, în naosul bisericii, o dată cu renovarea acesteia. Descoperirea aparține istoricului Virgil Drăghiceanu, sub supravegherea căruia s-au efectuat săpăturile. Mormântul conținea resturile umane ale unui personaj domnesc, datat în a doua jumătate a secolului al XIV-lea. Au fost avansate mai multe ipoteze asupra identității acestuia, cele mai vehiculate nume fiind cele ale lui Basarab I, Vladislav Vlaicu și Radu I. Cercetări recente (inclusiv datarea cu C14 a osemintelor) au dovedit că moartea personajului a survenit cel mai târziu în 1370, prin urmare el nu este nici Vladislav Vlaicu, nici Radu I. De asemenea, se presupune că mormântul a aparținut primei biserici, Argeș I, atestată arheologic sub pavimentul actualei biserici.

## Descrierea personajului princiar găsit în mormânt

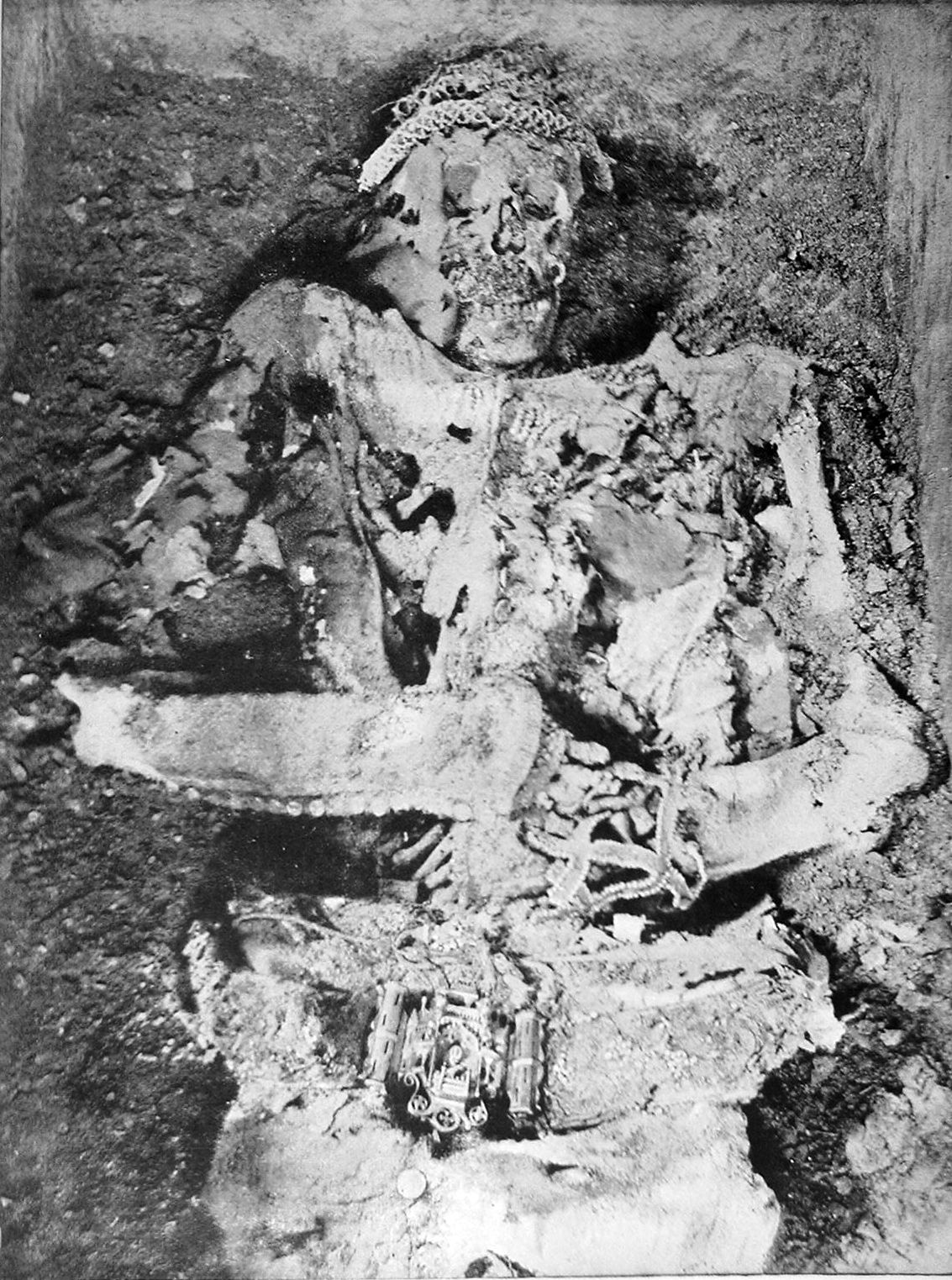
Starea în care a fost găsit mormântul în 1920

La deschiderea mormântului, personajul domnesc a fost găsit acoperit cu un giulgiu de mătase mult deteriorat
Personajul poartă o tunică purpurie lungă până la jumătatea femurului și strânsă pe trup. Tunica este cusută cu fir și decorată cu mărgăritare, în special la mâneci (manșete și coate), și este închisă în față cu 30 de nasturi de aur smălțuiți cu verde astfel încât pe bumb să înfățișeze stema dinastiei Basarabilor: scut despicat, fasciat în jumătatea dreaptă în opt zone care alternează aur-verde. Circa 20 de nasturi similari decorau și antebrațele mânecilor. Peste mijloc, personajul este încins cu o centură de piele căptușită cu catifea, ornată cu fir și mărgăritare dispuse în romburi, având steluțe de aur la colțuri, centură care se închide printr-o pafta din aur atent lucrată. Paftaua reprezintă un castel în miniatură în centrul căruia se află o lebădă cu cap de femeie. 
Sub tunică se afla o vestă din care nu s-au mai păstrat decât bordurile de la gât, mâneci și din față, bogat ornate cu mărgăritare. Din cămașă a mai rămas doar dantela de la guler, din mătase și fir, realizată în tehnica „pointe de Venise”.
Pantalonii și încălțămintea nu s-au păstrat, însă e probabil ca acestea din urmă să fi avut vârfuri ascuțite și lungi, după moda vremii.
Pe cap, personajul poartă o diademă de fir decorată cu mărgăritare, care alunecase și, când a fost descoperit mormântul, ajunsese sub bărbie.
Mâinile erau prinse pe piept cu o legătură ornată cu mărgăritare care formau crucea patriarhală și erau acoperite cu mănuși decorate cu aceleași pietre prețioase. În degete au fost găsite patru inele din aur și pietre prețioase, purtând mai multe inscripții săpate pe verigă. Prima dintre acestea este „Ave, Maria, gracia plena Dominus te[cum]” (adică „te salut, Marie, cea plină de har, Domnul e cu tine”), iar cea de-a doua este „† Iesus autem, transiens per medi[um illorum, ibat]” (adică „† Iar Iisus, trecând prin mijlocul lor, mergea”) — versetul 4:30 din Evanghelia după Luca.
Concluzia asupra inventarului acestui mormânt, așa cum o expune istoricul Constantin C. Giurescu, este că „voievodul de la Argeș, așa cum ni-l arată veșmintele și podoabele sale, putea sta alături de cei mai străluciți monarhi ai Europei contemporane. N-a fost atunci, în veacul al XIV-lea, la curtea voievozilor noștri, o viață umilă, modestă, de țărani păstori și plugari, așa cum s-a crezut, plecându-se de la idei preconcepute, atâta vreme, ci tot fastul și strălucirea unei societăți de nobili, de boieri cu proprietăți întinse și cu legături puternice atât cu feudalii dinastiei angevine, cât și cu Bizanțul și imitatorii acestuia din urmă, cu «țarii» sârbi și bulgari”.

## Stema de pe nasturi

Stema găsită pe nasturi

Stema lui Ștefan cel Mare (1502)

Stema este alcătuită dintr-un scut franțuzesc despicat, primul câmp fiind fasciat în opt piese din aur alternat cu verde. Cel de-al doilea câmp este din aur plin.
Numismatul Octavian Iliescu consideră că respectiva stemă era autoconferită de către posesorul ei, în sensul că metalul folosit (aur) era superior celui din stema seniorului maghiar (argint). De aceeași părere este și heraldistul Dan Cernovodeanu, care compară acest herb cu cel al lui Ștefan cel Mare, regăsit în Tetraevanghelul din 1502. Cel din urmă adoptă pentru câmpul fasciat o cromatică alternativă azur-verde, care ar putea proveni din multiplele legături de sânge între familiile domnitoare ale Basarabilor și Mușatinilor.
Ion Nicholas-Mănescu este de părere însă că stema de pe nasturi nu are nici o însemnătate cromatică din punct de vedere heraldic.

## Mențiuni în artă
Mormântul princiar este menționat și în romanul autobiografic Cișmigiu et comp. al lui Grigore Popescu-Băjenaru:
Am făcut fotografiile de rigoare și ne-am îndreptat apoi către biserica „Sfântul Nicolae Domnesc”, cea mai veche din localitate, unde se descoperise de curând mormântul lui Basarab-Vodă, adevăratul întemeietor al Țării Românești.
Descoperirea îi aparținea istoricului Virgil Drăghiceanu și săpăturile se făcuseră sub neîntrerupta lui supraveghere.
Mormântul lui Basarab era lângă un stâlp pe care se aflau picturi măiestrit realizate și suprapuse, datorită cărora savantul român făcuse însemnata descoperire.
Sub un cristal gros se vedea acela care fusese viteazul stăpânitor al Țării Românești.
Hainele, ca prin minune, îi erau neatinse de vreme. Avea o tunică roșie ca vișina putredă și era încins cu un cordon de aur, cu catarame, reprezentând un castel medieval. Părul, barba și mustățile se conservaseră foarte bine.
Voievodul ne-a uimit prin statura lui impozantă: avea aproape doi metri și era foarte spătos!
― Ia uitați-vă, mă, ăsta român!...
O reconstituire a personajului domnesc a fost propusă de Radu Oltean și utilizată în lucrarea „Thocomerius-Negru Vodă” scrisă de Neagu Djuvara.